# Brachychiton grandiflorus
Brachychiton grandiflorus är en malvaväxtart som beskrevs av G.P. Guymer. Brachychiton grandiflorus ingår i släktet Brachychiton och familjen malvaväxter. Inga underarter finns listade i Catalogue of Life.